# Johannes von Isny
Johannes von Isny, auch Johannes Murer von Isny (* 14. Jahrhundert; † vor dem 1. Dezember 1426), war mehrere Jahre Domdekan des Domkapitels zu Trient und von 1419 bis 1421 Fürstelekt des Fürstbistums Trient.

## Leben
Johannes von Isny war vermutlich bürgerlicher Herkunft. Er benannte sich nach der in Schwaben gelegenen Stadt Isny und wurde um 1380 zum Priester geweiht. 1405 erhielt er an der Universität Padua den Titel eines Baccalaureus „in decretis“.
Als Domherr zu Trient ist er seit dem 21. April 1411 belegt. Vom 21. April 1411 bis zum 26. Juni 1426 war er dort der Generalvikar, vom 30. Juni 1412 bis zum 26. Juni 1426 außerdem der Dekan des Domkapitels. Bis 1418 war er im  Besitz einer Domherrenpfründe zu Trient und der Pfarren von Mezzotedesco und Riva, die er aufgrund seiner bevorstehenden Privation am 13. April 1418 an Simon von Teramo abtrat. Am 1. November 1418 wurde er von Papst Martin V. mit einer genauen Untersuchung über die Einkünfte des Stiftes Brixen beauftragt.
Nach dem Tod von Bischof Georg von Liechtenstein am 20. August 1419 wurde Isny wenige Wochen später auf Drängen Herzog Friedrichs IV. zum Bischof von Trient gewählt. Isny war bereits 1410 der Wunschkandidat des Habsburger auf dem Posten des Generalvikars gewesen, der sich in dieser Frage auch gegenüber dem Liechtensteiner durchsetzen konnte. 1414 suchte er im Auftrag Friedrichs IV. den Gegenpapst Johannes XXIII. auf. Nach Vareschi könnte er wesentlich zum Bündnis zwischen dem Herzog und Johannes XXIII. beigetragen haben.
Papst Martin V. wollte sich aber den Hegemoniebestrebungen Friedrichs IV auf das Fürstbistum Trient nicht beugen und verweigerte dem Wunschkandidaten des Herzogs die Ordination zum Bischof von Trient. Isny hatte sich zuvor bereit gezeigt noch engere Kompaktaten zugunsten des Tiroler Landesfürsten zu unterzeichnen.
Der Papst hielt an seiner Entscheidung fest, auch nachdem die Stadt Trient im August 1420 Isny Treueid geleistet hatte und Isny bei der Republik Venedig für sich geworben hatte. In der Zwischenzeit war Hermann von Cilli von Martin V. zum Bischof von Trient ernannt worden. Nach einer fast zweijährigen Pattsituation trat Johannes von Isny schließlich im August 1421 als Fürstelekt zurück. Unklar blieben seine Beweggründe, die ihn zu diesem Schritt zwangen. Womöglich hatte Venedig ihm seine Unterstützung verweigert und er wollte mit seinem freiwilligen Rücktritt einer Absetzung durch dem Habsburger zuvorkommen, der den Pakt zwischen ihm und der Lagunenstadt missbilligte.
Sein Todesdatum ist unbekannt. Nach Vareschi starb Johannes Isny zwischen dem 29. August 1425 und dem 1. Dezember 1426. Nach Curzel bekleidete er noch zwischen 1424 und 1426 das Amt des „vicarius in spiritualibus“.